# Kanton Castres-Nord
Der Kanton Castres-Nord war von 1973 bis 2015 ein französischer Wahlkreis im Arrondissement Castres, im Département Tarn der Region Midi-Pyrénées. Hauptort war Castres.

## Gemeinden
Der Kanton bestand aus einem Teil der Stadt Castres (angegeben ist hier die Gesamteinwohnerzahl, im Kanton lebten etwa 10.300 Einwohner der Stadt) und einer weiteren Gemeinde:
| Gemeinde   | Einwohner Jahr | Fläche km² | Bevölkerungsdichte | Code INSEE | Postleitzahl |
| ---------- | -------------- | ---------- | ------------------ | ---------- | ------------ |
| Castres    | 41.636 (2013)  | –          | – Einw./km²        | 81065      | 81100        |
| Laboulbène | 139 (2013)     | 4,65       | 30 Einw./km²       | 81118      | 81100        |